# Durningen
Durningen je občina v departmaju Bas-Rhin francoske regije Alzacija.
Leta 1990 je v občini živelo 444 oseb oz. 110 oseb/km².